# 木麻黃 (達爾文港)
木麻黃（英語：Casuarina）是澳大利亞北領地首府達爾文港北部理察遜區的一個郊區，位於理察遜區的心臟地帶。區內有北領地最大的購物商場木麻黃廣場的所在地。

## 歷史
木麻黃的名稱源於木麻黃海灘，而「木麻黃海灘」的名稱又源於海灘附近生長的木麻黃屬樹林。到了1960年代，這個在當時被規劃成為北方郊區的主要商業區的名稱亦順理成章的用了「木麻黃」這個名稱。

## 交通
Casuarina is a base for one of three interchanges for the Darwin bus service which is located at Casuarina Square. 

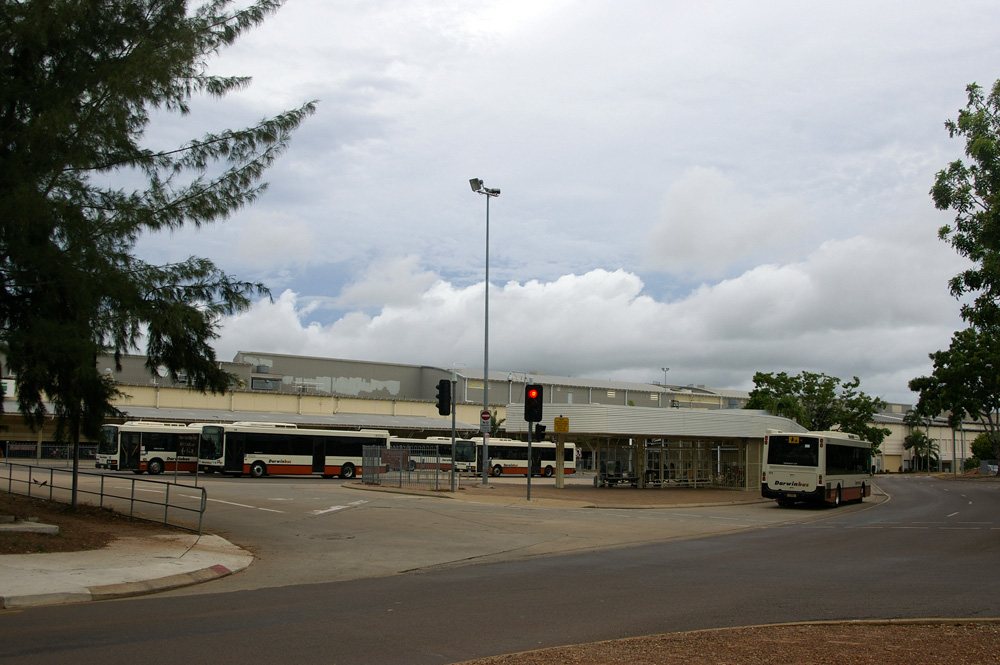
Casuarina Interchange

## 外部連結
- https://web.archive.org/web/20070903185425/http://www.brmanagement.com.au/suburbsmap.html
- https://web.archive.org/web/20110629040718/http://www.nt.gov.au/lands/lis/placenames/origins/greaterdarwin.shtml#t#t

Template:City of Darwin suburbs
12°22.4′S 130°52.9′E / 12.3733°S 130.8817°E